# Dirk Carlson
Dirk Delfin Carlson (* 1. April 1998 in Portland, Oregon) ist ein luxemburgisch-amerikanischer Fußballspieler.

## Karriere

### Verein
Heimatverein des Abwehrspielers ist der FC Red Star Merl-Belair. Nach seinem Wechsel zum RFC Union Luxemburg durchlief Carlson dann den Nachwuchs des Hauptstadtvereins. In der Saison 2015/16 gab er noch vor seinem 18. Geburtstag sein Debüt im Seniorenbereich für den RFC Union. Am 21. Februar 2016 wurde er im Ligaspiel gegen den FC Differdingen 03 eingewechselt. Von 2016 bis Januar 2018 spielt er für  Union Titus Petingen in der höchsten luxemburgischen Spielklasse, der BGL Ligue, und war dort Stammspieler. Er schloss sich am 2. Februar 2018 der U21 des Schweizer Erstligisten Grasshopper Club Zürich an, von wo ihm der Sprung in die erste Mannschaft nicht gelang.
Am 1. Juli 2019 wechselte er zum deutschen Zweitliga-Aufsteiger Karlsruher SC, wo er einen Dreijahresvertrag unterschrieb. Sein Debüt feierte er sofort am 1. Spieltag auswärts gegen den SV Wehen Wiesbaden (2:1), als er in der 89. Minute für Marc Lorenz eingewechselt wurde. Bis einschließlich dem neunten Spieltag hatte Carlson insgesamt sechs Spiele absolviert, ehe er bis zum Ende der Saison ohne Einsatz blieb. In der Rückrunde hatte er dann wieder häufiger gespielt und schaffte mit den Badenern den Klassenerhalt. Auch wegen eines Ermüdungsbruches kam Carlson in der darauffolgenden Saison lediglich zu acht Einsätzen. Im Juli 2021 wurde er dann vom Ligarivalen FC Erzgebirge Aue unter Vertrag genommen. Bei diesem Verein wurde er Stammspieler, allerdings konnte er den Abstieg in die 3. Liga nicht verhindern.
Daraufhin wechselte er in der Sommerpause 2022 in die Niederlande zum Zweitligisten ADO Den Haag. In Den Haag konnte er sich aber nicht durchsetzen und kam nur viermal zum Einsatz. Anschließend wurde Carlson im Februar 2023 an den österreichischen Zweitligisten SKN St. Pölten verliehen. Dort erkämpfte sich Carlson einen Stammplatz und stand in jedem seiner 12 Einsätze in der Startelf. Im Mai 2023 wurde er anschließend fest verpflichtet und erhielt einen bis Juni 2026 laufenden Vertrag beim SKN.

### Nationalmannschaft
Nach elf Spielen in diversen Nachwuchsteams wurde Carlson am 2. September 2016 erstmals für die luxemburgische A-Nationalmannschaft im Freundschaftsspiel gegen Lettland (1:3) eingesetzt. Bis heute absolvierte er insgesamt 53 Länderspiele, einen Treffer konnte er dabei noch nicht erzielen.

## Sonstiges
Dirk Carlson ist der Sohn eines US-Amerikaners und einer Luxemburgerin mit spanischen Wurzeln.